# Allersberg

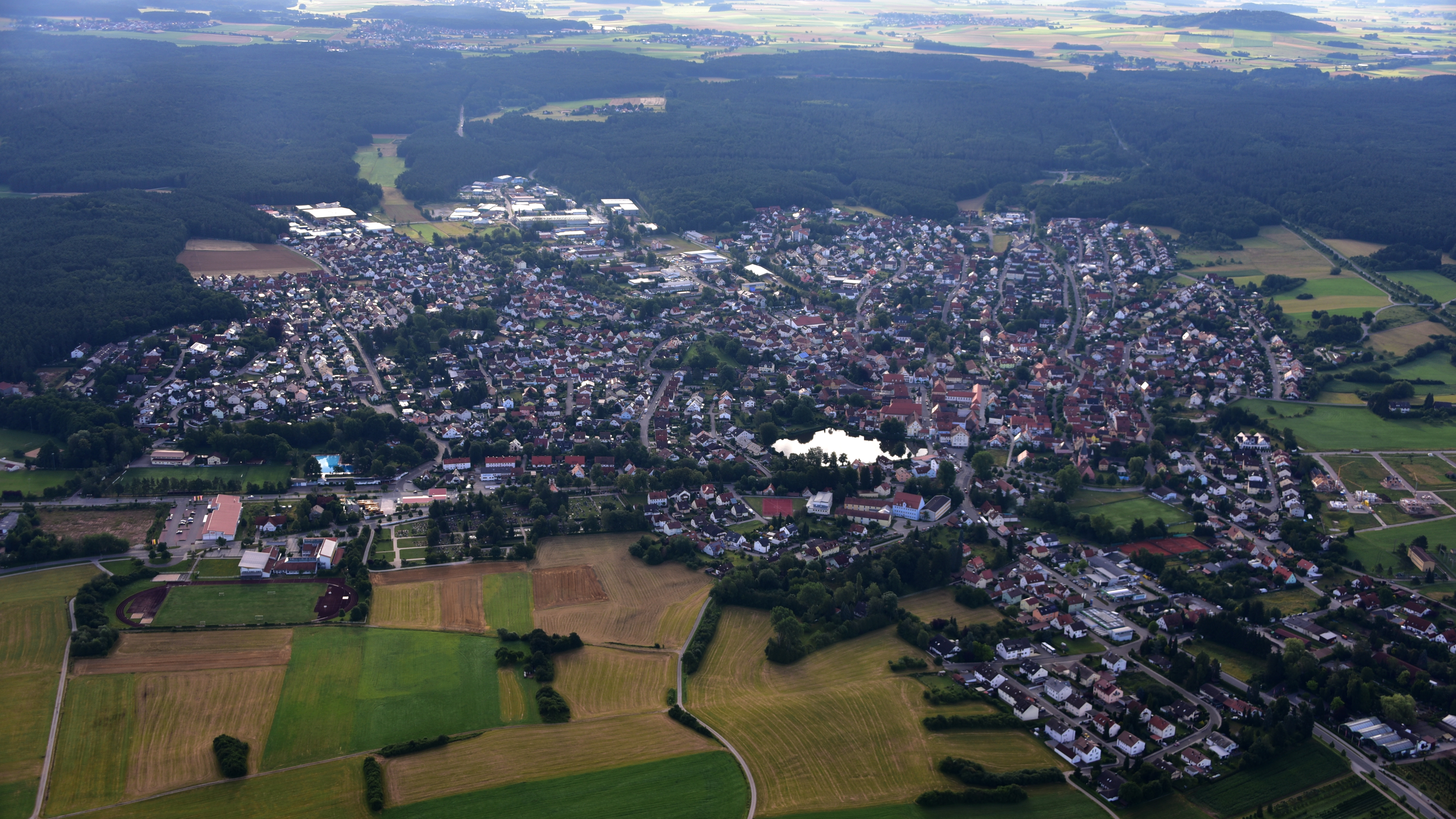
Allersberg, Luftaufnahme (2016)

Allersberg ist ein Markt im mittelfränkischen Landkreis Roth in Bayern.

## Geografie

### Lage
Die Gemeinde liegt 25 Kilometer südöstlich von Nürnberg am nordwestlichen Rand der Fränkischen Alb. Durch Allersberg fließt die Kleine Roth, die etwa zweieinhalb Kilometer südwestlich des Ortes in den Rothsee mündet, der zum Fränkischen Seenland gehört.

### Gemeindegliederung
Es gibt 26 Gemeindeteile (in Klammern ist der Siedlungstyp angegeben):
- Allersberg (Hauptort)
- Altenfelden (Kirchdorf)
- Appelhof (Schloss)
- Brunnau (Dorf)
- Ebenried (Pfarrdorf)
- Eisbühl (Einöde)
- Eismannsdorf (Weiler)
- Eppersdorf (Dorf)
- Eulenhof (Weiler)
- Fischhof (Einöde)
- Göggelsbuch (Pfarrdorf)
- Grashof (Einöde)
- Guggenmühle (Dorf)
- Harrhof (Dorf)
- Heblesricht (Dorf)
- Kronmühle (Dorf)
- Lampersdorf (Dorf)
- Polsdorf (Dorf)
- Realsmühle (Einöde)
- Reckenricht (Weiler)
- Reckenstetten (Dorf)
- Sankt Wolfgang (Einöde)
- Schönbrunn (Weiler)
- Stockach (Einöde)
- Uttenhofen (Kirchdorf)
- Wagnersmühle (Einöde)

Realsmühle hat abweichend von den anderen Orten die PLZ 92342.
Auf dem Gemeindegebiet liegen die Wüstungen Dockenmühle, Hünerhof, Kellerhaus und Kleehof.
Es gibt auf dem Gemeindegebiet die Gemarkungen Allersberg, Altenfelden, Birkach (Gemarkungsteil 0), Brunnau (Gemarkungsteil 0), Ebenried, Göggelsbuch und Lampersdorf (Gemarkungsteil 0).  Die Gemarkung Allersberg hat eine Fläche von 11,350 km². Sie ist in 3597 Flurstücke aufgeteilt, die eine durchschnittliche Fläche von 3155,46 m² haben. In ihr liegt neben dem namensgebenden Ort der Gemeindeteil Sankt Wolfgang.

## Geschichte

### Bis zum 19. Jahrhundert
Allersberg wurde 1254 als „Alrsperch“ erstmals als Zentrum einer Pfarrei urkundlich erwähnt. Es liegt der bajuwarische Personenname Alaher zugrunde.
Im Jahre 1323 erhielten die Brüder Lupold und Albrecht von Wolfstein von Ludwig den Bayern das Recht das Dorf Allersberg mit Graben und Mauern zu befestigen sowie das Marktrecht, das 1354 durch Kaiser Karl IV. noch erweitert wurde.  Bis 1475 saß das Geschlecht der Wolfsteiner in Allersberg, die dort auch 1339 das erste Spital gründeten. Danach belehnte das Hochstift Eichstätt Herzog Ludwig den Reichen mit Allersberg, wodurch es zu Bayern-Landshut kam.
Vor 1800 war Allersberg Pflegamt und gehörte zum 1777 zu Bayern gekommenen wittelsbachischen Herzogtum Neuburg-Sulzbach. Allersberg besaß das Marktrecht mit magistratischen Eigenrechten. Von 1689 bis 2006 war der Ort Sitz der Firma Jacob Gilardi, des ältesten Herstellers leonischer Waren in Deutschland.
Gegen Ende des 18. Jahrhunderts gab es in Allersberg 255 Anwesen, darunter ein Spital, Landrichtergebäude, Maut-, Forst- und Amtshaus, Mesner- und Schulhaus und zwei Tortürme. Das Hochgericht sowie die Dorf- und Gemeindeherrschaft übte das pfalz-neuburgische Landrichteramt Allersberg aus.
Im Rahmen des Gemeindeedikts (frühes 19. Jahrhundert) wurde der Steuerdistrikt Allersberg gebildet, zu dem Dockenmühle, Eulenhof, Eisbühl, Eppersdorf, Harrhof, Hünerhof, Reckenricht, Reckenstetten und Sankt Wolfgang gehörten. Mit dem Zweiten Gemeindeedikt (1818) entstand die Ruralgemeinde Allersberg, zu der Dockenmühle und Sankt Wolfgang gehörten. Die Gemeinde hatte 1964 eine Gebietsfläche von 8,176 km². Sie war in Verwaltung und Gerichtsbarkeit dem Landgericht Hilpoltstein zugeordnet und in der Finanzverwaltung dem Rentamt Hilpoltstein (1919 in Finanzamt Hilpoltstein umbenannt). Ab 1862 gehörte Allersberg zum Bezirksamt Neumarkt in der Oberpfalz. Die Gerichtsbarkeit blieb beim Landgericht Hilpoltstein (1879 in Amtsgericht Hilpoltstein umbenannt), seit 1973 ist das Amtsgericht Schwabach zuständig. 1880 wurde Allersberg dem neu gebildeten Bezirksamt Hilpoltstein zugeordnet (1939 in Landkreis Hilpoltstein umbenannt). Seit dem 1. Juli 1972 gehört Allersberg zum Landkreis Roth.

### 20. Jahrhundert
Gegen Ende des Zweiten Weltkrieges wurde Allersberg im April 1945 bei Kämpfen gegen die vorrückende 7. US-Armee stark zerstört.

### Eingemeindungen
Am 1. Juli 1971 wurden im Zuge der Gebietsreform in Bayern die Gemeinden Altenfelden und Göggelsbuch eingegliedert. Am 1. Januar 1972 folgten Ebenried sowie Brunnau und Teile der Gemeinde Lampersdorf. Gebietsteile von Birkach kamen am 1. Januar 1975 hinzu.

### Einwohnerentwicklung
Gemeinde Allersberg
| Jahr      | 1818   | 1836   | 1852   | 1861   | 1867   | 1871   | 1875   | 1880   | 1885   | 1890   | 1895   | 1900   | 1905   | 1910   | 1919   | 1925   | 1933   | 1939   | 1946   | 1950   | 1961   | 1970   | 1987   | 2000 | 2010   | 2021   |
| Einwohner | 1295   | 1451   | 1443   | 1550   | 1613   | 1523   | 1451   | 1431   | 1504   | 1484   | 1421   | 1403   | 1407   | 1516   | 1522   | 1550   | 1712   | 1812   | 2558   | 2833   | 3604   | 4694   | 6898   | 7883 | 8024   | 8417   |
| Häuser    | 268    | 268    |        |        |        | 302    |        |        | 296    | 302    |        | 295    |        |        |        | 307    |        |        |        | 412    | 208    |        | 1806   |      |        | 2503   |
| Quelle    | [ 18 ] | [ 19 ] | [ 20 ] | [ 21 ] | [ 22 ] | [ 23 ] | [ 24 ] | [ 25 ] | [ 26 ] | [ 27 ] | [ 28 ] | [ 29 ] | [ 28 ] | [ 30 ] | [ 28 ] | [ 31 ] | [ 28 ] | [ 28 ] | [ 28 ] | [ 32 ] | [ 13 ] | [ 33 ] | [ 34 ] |      | [ 35 ] | [ 36 ] |

Ort Allersberg
| Jahr      | 001818 | 001836 | 001861 | 001871 | 001885 | 001900 | 001925 | 001950 | 001961 | 001970 | 001987 | 002009 |
| Einwohner | 1292   | 1439   | 1539   | 1513   | 1494   | 1395   | 1541   | 2827   | 3598   | 4688   | 5176   | 6346   |
| Häuser    | 267    | 265    |        |        | 294    | 293    | 305    | 411    | 657    |        | 1357   |        |
| Quelle    | [ 18 ] | [ 19 ] | [ 21 ] | [ 23 ] | [ 26 ] | [ 29 ] | [ 31 ] | [ 32 ] | [ 13 ] | [ 33 ] | [ 34 ] |        |

Anfang 2009 verteilte sich die Bevölkerung wie folgt:
- Allersberg (einschließlich St. Wolfgang): 6346
- Altenfelden (einschließlich Appelhof, Eisbühl, Eppersdorf, Eulenhof, Harrhof, Reckenricht): 323
- Birkach (Fischhof, Kronmühle Polsdorf): 247
- Brunnau (einschließlich Guggenmühle, Wagnersmühle): 183
- Ebenried (einschließlich Heblesricht, Realsmühle, Reckenstetten, Stockach, Uttenhofen): 654
- Göggelsbuch (einschließlich Grashof): 526
- Lampersdorf (einschließlich Eismannsdorf, Lampersdorf, Schönbrunn): 475

Im Oktober 2023 lag die Einwohnerzahl bei 8859. Die Geburtenrate (53) blieb deutlich unter der Sterbezahl, gleichzeitig zogen wesentlich mehr Menschen zu als weg.

## Politik

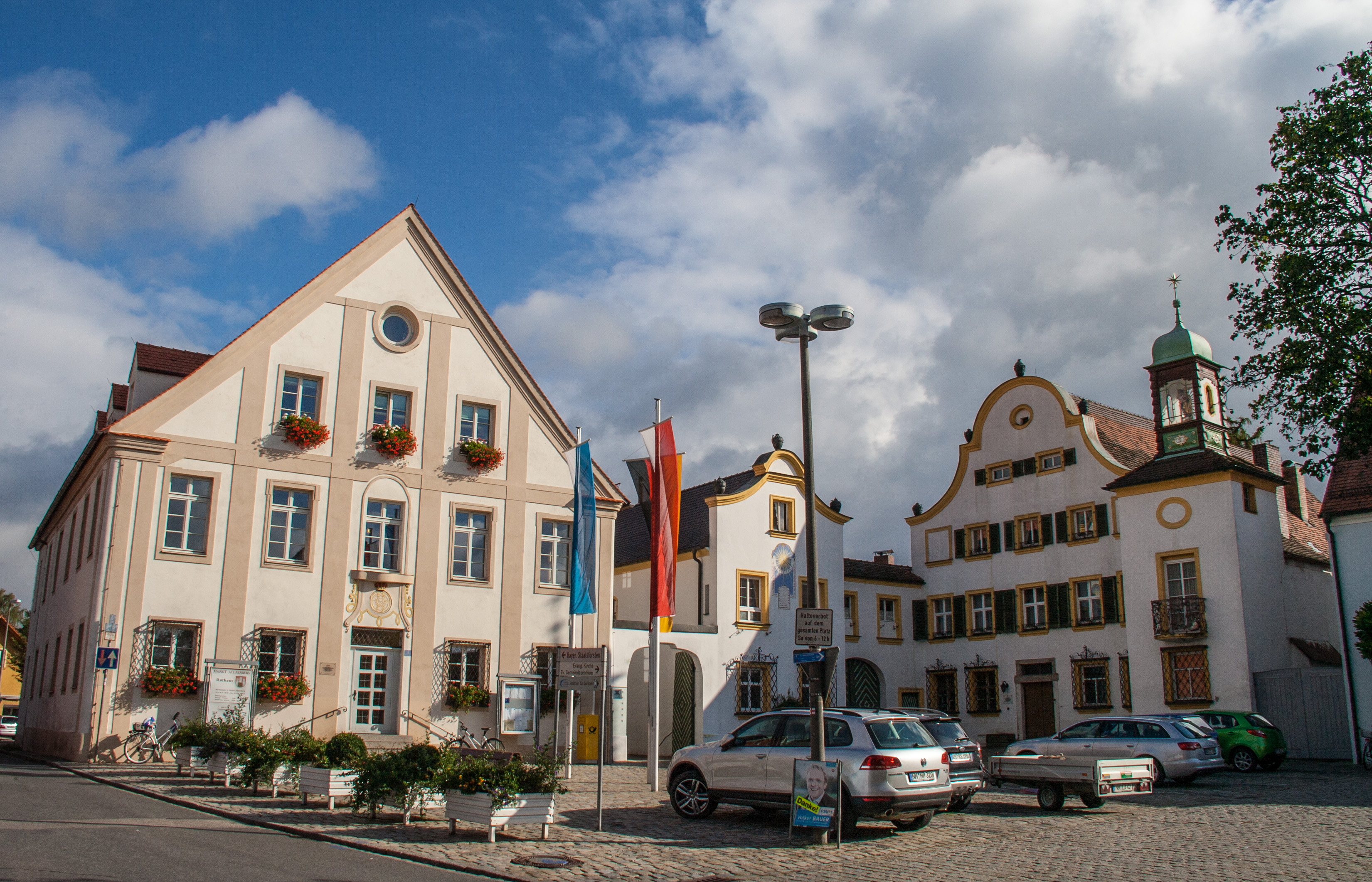
Rathaus Allersberg

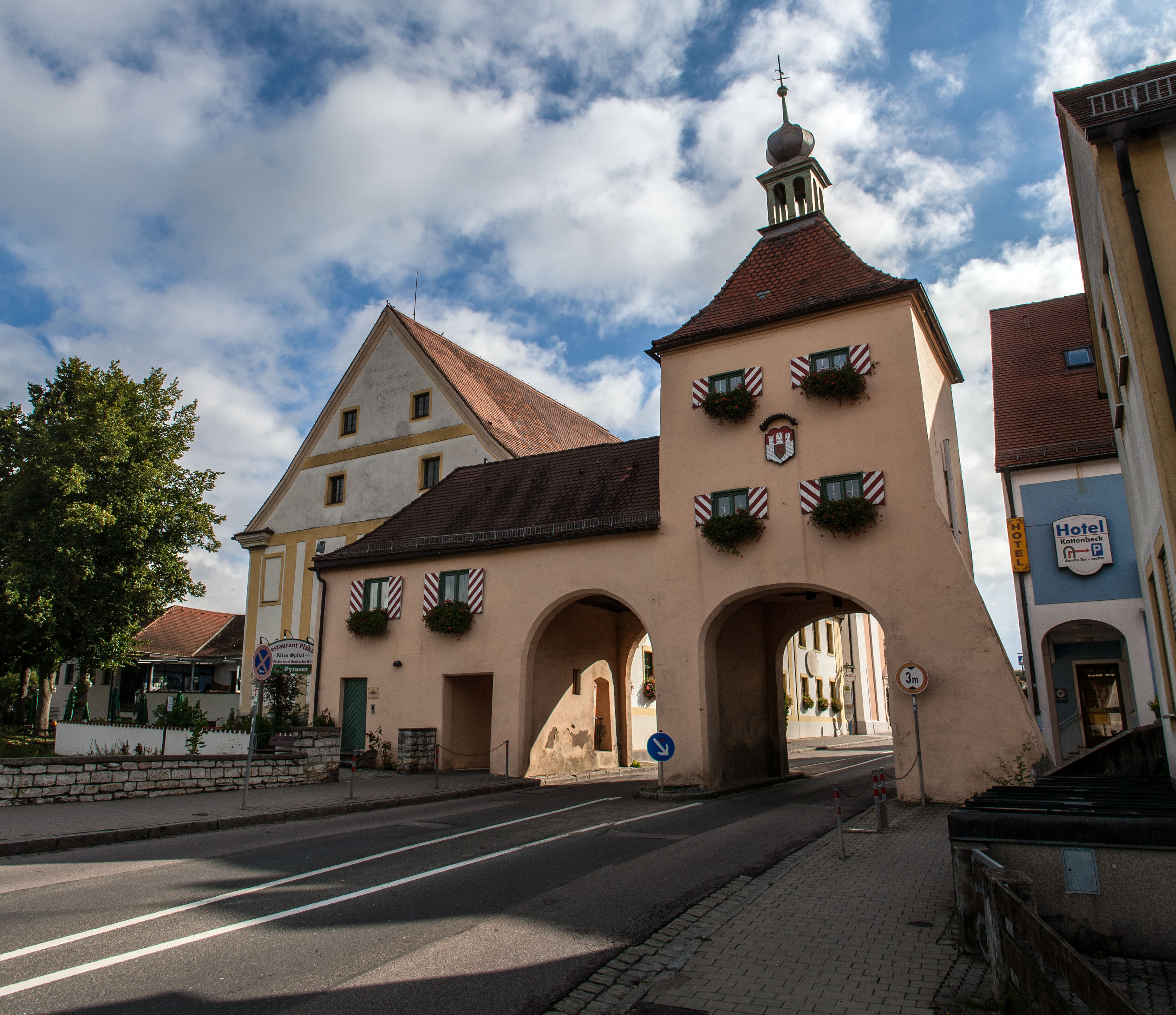
Unteres Tor

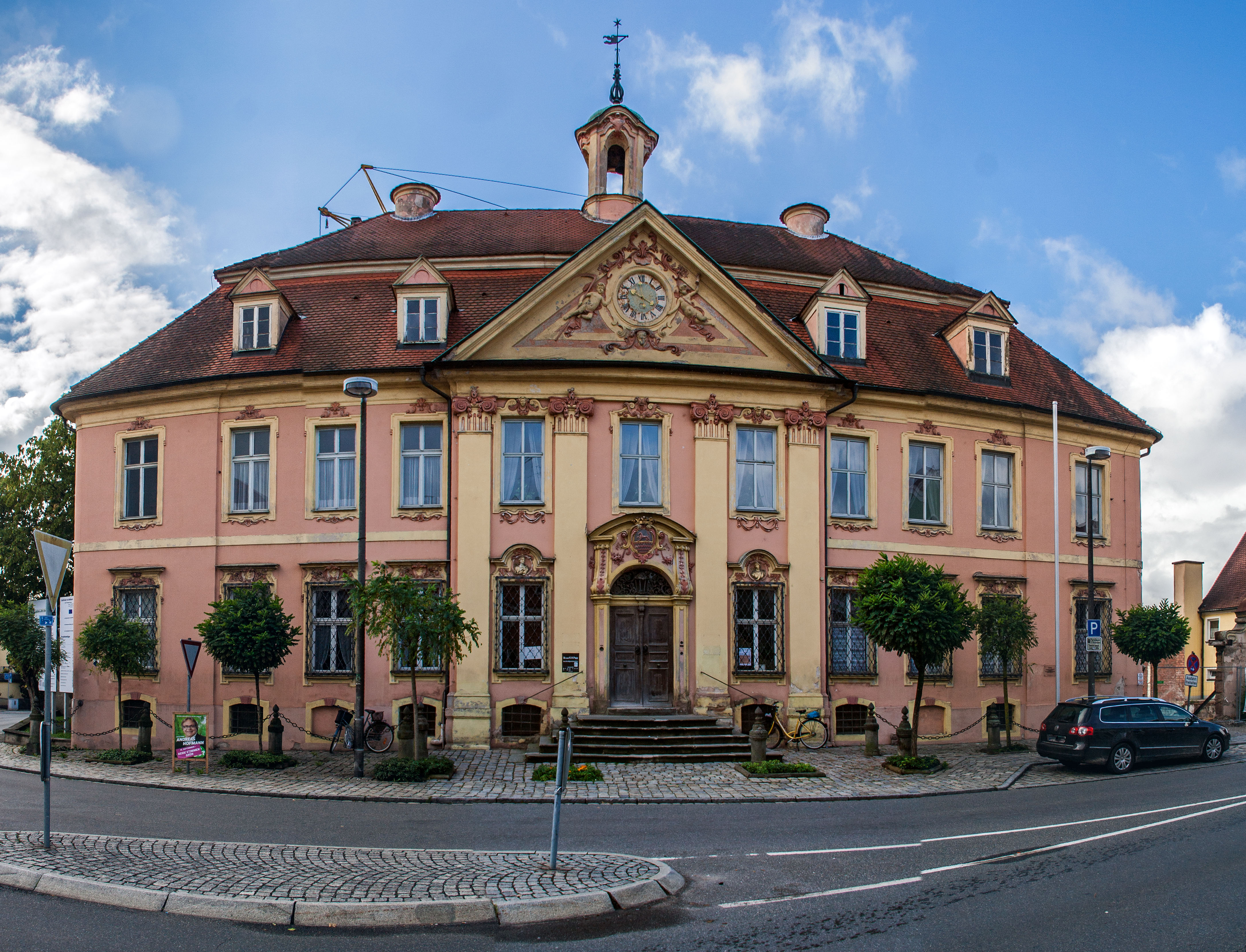
Gilardihaus

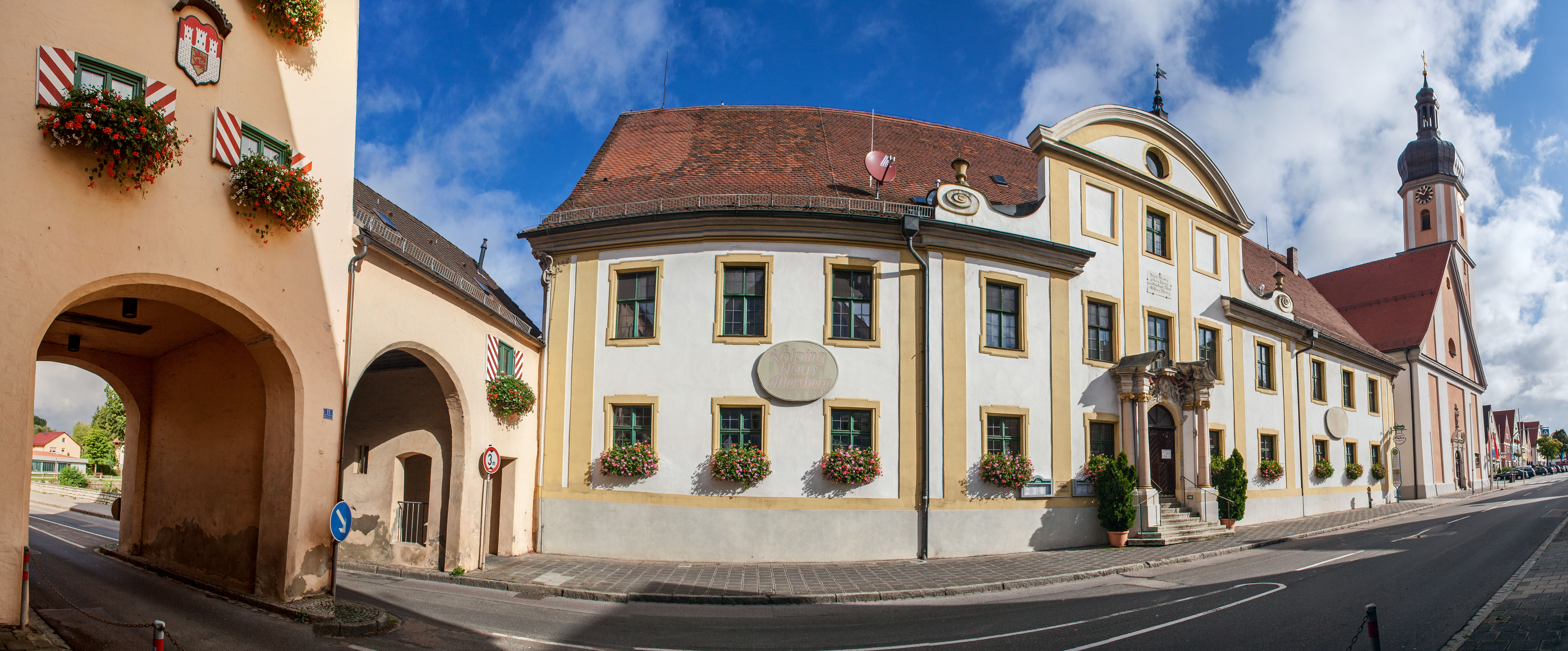
Ehemaliges Spital

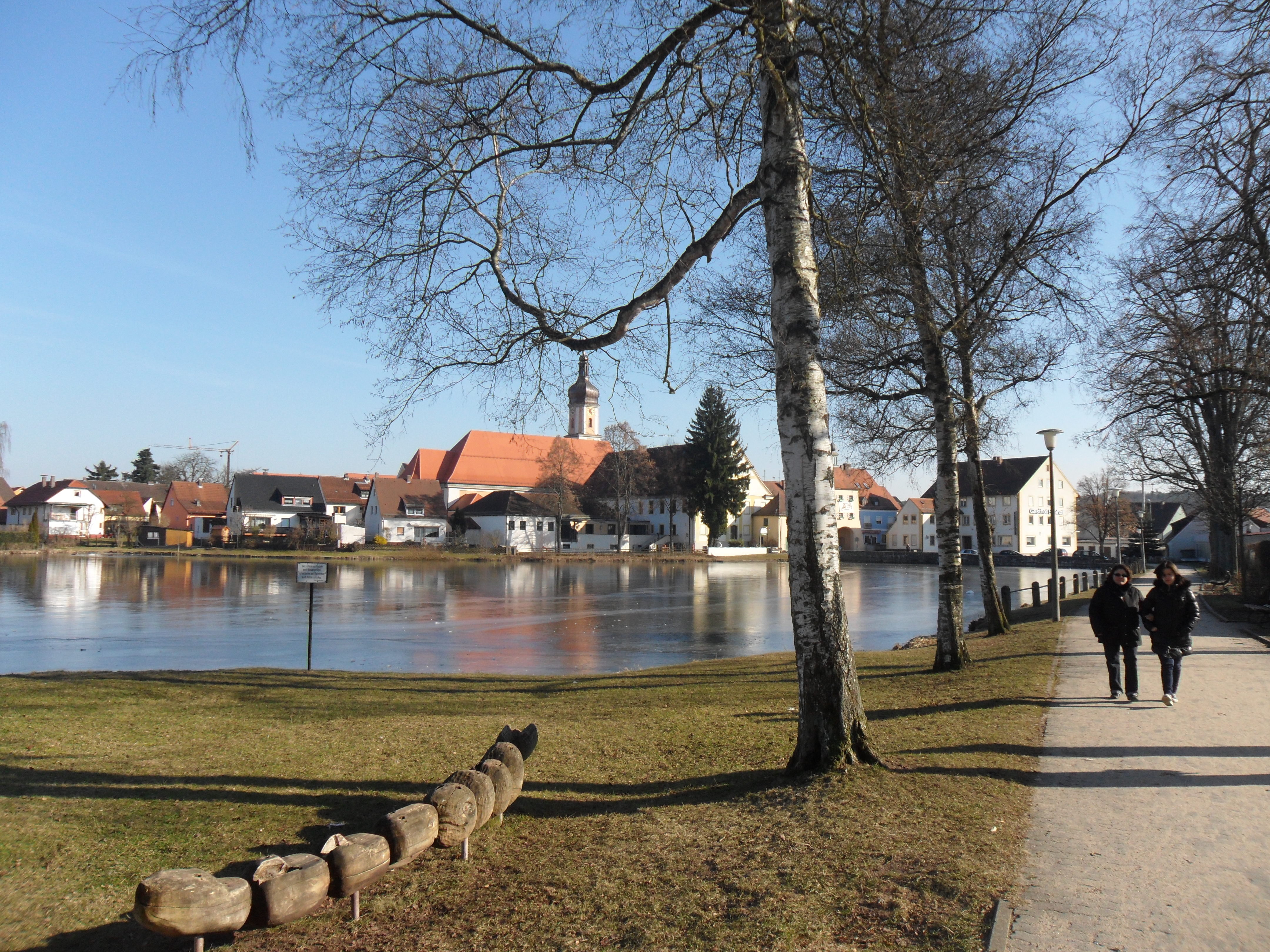
Spitalweiher

### Marktgemeinderat
Der Marktgemeinderat besteht aus 20 Mitgliedern. Die Kommunalwahl 2020 führte bei einer Wahlbeteiligung von 59,7 % zu folgendem Ergebnis:
| Partei        | CSU     | FW      | ABF *   | SPD     | Grüne   |
| Sitze         | 6       | 6       | 4       | 2       | 2       |
| Stimmenanteil | 28,91 % | 27,30 % | 21,30 % | 11,80 % | 10,69 % |

### Bürgermeister
- Erster Bürgermeister: Daniel Horndasch (parteilos) (seit August 2017)
- Zweiter Bürgermeister: Rainer Just (FW)
- Dritter Bürgermeister: Bernd Schneider (ABF)

### Wappen und Flagge
Wappen
| | Blasonierung: „In Rot drei silberne Zinnentürme, deren mittlerer höher ist, über einer durchgehenden silbernen Zinnenmauer, die mit einem goldenen Schild belegt ist; darin übereinander zwei schreitende rote Löwen.“ |
| Wappenbegründung: Allersberg wird 1254 erstmals urkundlich erwähnt und war damals Sitz der Wolfsteiner. Aus dem Jahr 1425 sind Abdrucke eines Siegels überliefert mit dem Löwenschild der Reichsgrafen von Wolfstein. Das Bild hat sich seitdem nicht mehr geändert. Allersberg führt seit dem 15. Jahrhundert ein Wappen. | |

Flagge
Die Gemeindeflagge ist rot-weiß.

### Gemeindepartnerschaften
- Saint-Céré in der französischen Region Okzitanien ist seit 1985 Partnergemeinde von Allersberg.

## Kultur und Sehenswürdigkeiten

### Bildung und Soziales
- vier Kindergärten kirchlicher Träger
- Sybilla-Maurer-Grundschule
- Mittelschule Allersberg
- Fachschule für Heilerziehungspflege
- Volkshochschule Allersberg
- Stadtbibliothek
- Pflegestation, kirchlicher Träger
- Sozialstation der Caritas
- Altenheim

Es finden im Jahresverlauf Hunderte von Veranstaltungen statt; Über das Tagesgeschehen informiert eine Regionalausgabe der Nordbayrischen Nachrichten. In den Sommermonaten sind das Freibad und der nahe Rothsee beliebte Treffpunkte. Zahlreiche Rad- und Wanderwege erschließen die Natur- und Baudenkmäler der Umgegend.

### Baudenkmäler
- Kirche Mariä Himmelfahrt
- Unteres Tor (Allersberg)
- Gilardihaus
- Heckelhaus
- ehemaliges Spital

### Natur
Allersberg liegt inmitten des Landschaftsschutzgebietes Schutz des Landschaftsraumes im Gebiet des Landkreises Roth - Südliches Mittelfränkisches Becken östlich der Schwäbischen Rezat und der Rednitz mit Vorland der Mittleren Frankenalb (LSG Ost). Unmittelbar westlich des Ortsrandes befindet sich das Naturschutzgebiet Stauwurzel des Rothsees. Östlich des Ortsteiles Ebenried liegt das Naturschutzgebiet Vogelfreistätte Schwarzachwiesen bei Freystadt und bietet störungsempfindlichen und wiesenbrütende Vogelarten einen wichtigen Lebensraum.

## Wirtschaft und Verkehr
Allersberg ist ein Unterzentrum in der Planungsregion Nürnberg. 2014 betrugen die Gemeindesteuereinnahmen 6.517.000 Euro, davon waren 1.793.000 Euro (netto) Gewerbesteuereinnahmen.
Im Jahre 2014 gab es in der Gemeinde 1718 sozialversicherungspflichtige Arbeitsplätze. 3266 Einwohner standen in einem versicherungspflichtigen Beschäftigungsverhältnis, so dass die Zahl der Auspendler um 1555 Personen höher war als die der Einpendler. Im Jahre 2010 bestanden 75 landwirtschaftliche Betriebe mit einer landwirtschaftlich genutzten Fläche von 1910 Hektar. Davon waren 987 Hektar Ackerfläche und 914 Hektar Wiesen und Weiden.

### Verkehr

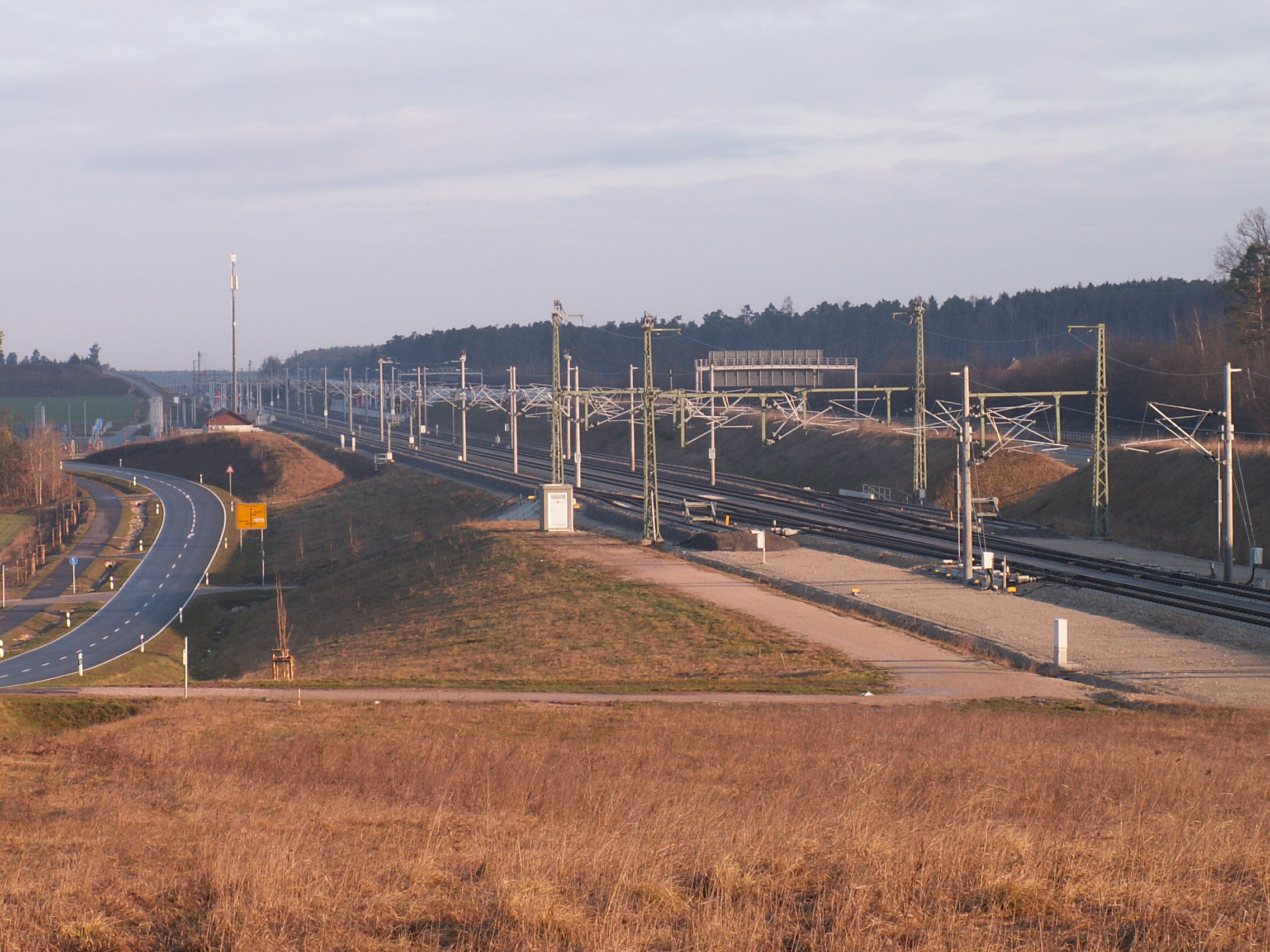
Bahnhof Allersberg

#### Individualverkehr
Allersberg ist über die gleichnamige Autobahnanschlussstelle (AS 55) an die 1,5 km westlich verlaufende Autobahn Bundesautobahn 9 angebunden. Die Staatsstraße 2237 führt nach Roth zu einer Anschlussstelle der Bundesstraße 2 (10 km westlich) bzw. nach Freystadt (8 km südöstlich). Die Staatsstraße 2225 führt nach Hilpoltstein (7,5 km südwestlich) bzw. zur Staatsstraße 2239 bei Wendelstein (14 km nordwestlich). Die Staatsstraße 2402 führt nach Seligenporten (5 km östlich). Die Kreisstraße RH 35 führt nach Lampersdorf (2,8 km südlich). Gemeindeverbindungsstraßen führen nach Altenfelden (1,5 km nordwestlich) und nach Eppersdorf (2 km nordöstlich).

#### Öffentlicher Verkehr

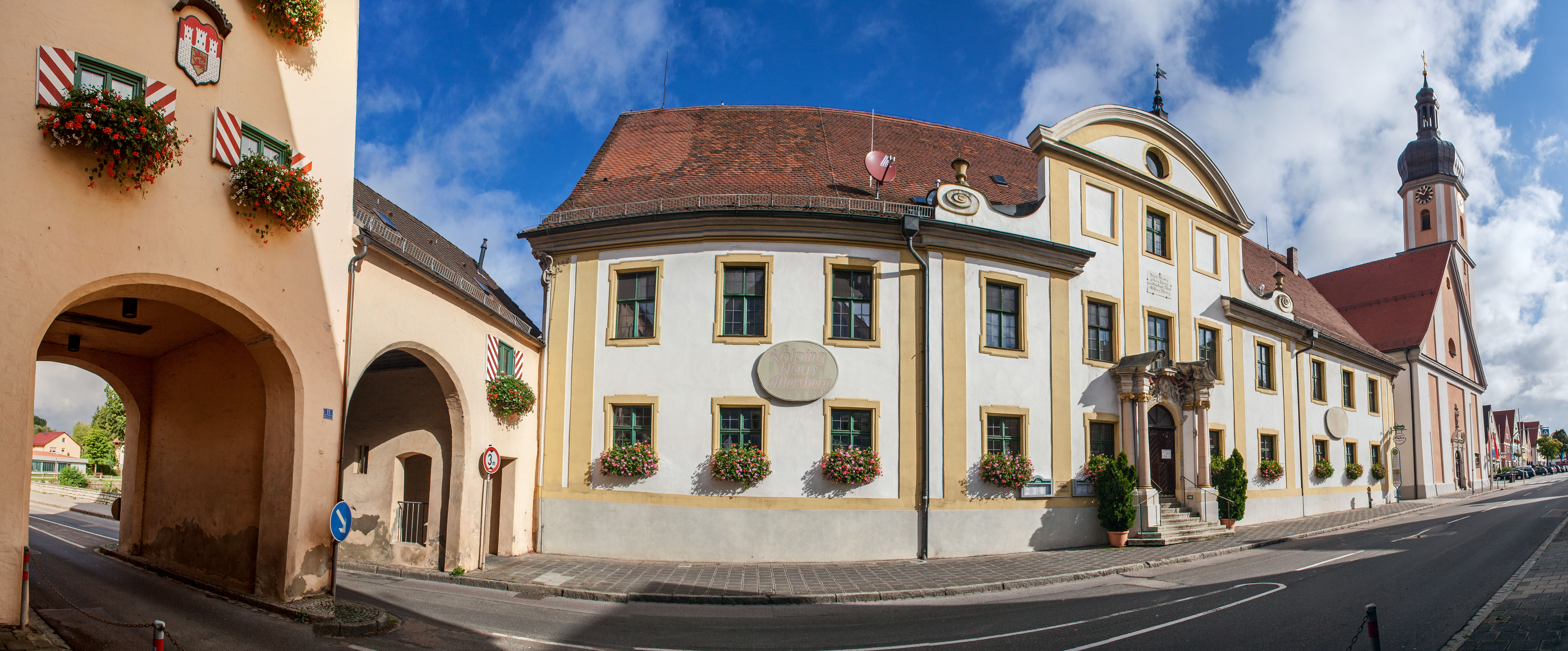
Ehemaliges Spital

Von 1902 bis 1973 war Allersberg der Endpunkt der Nebenbahnstrecke Burgthann–Allersberg.
Seit Dezember 2006 wird der bei Altenfelden gelegene neue Bahnhof Allersberg an der Schnellfahrstrecke Nürnberg–Ingolstadt angefahren. Nürnberg Hauptbahnhof wird ohne Zwischenhalt in rund 15 Minuten erreicht. Die S5 der S-Bahn Nürnberg verkehrt Mo–Fr (mit Lücken am Vormittag) stündlich, der zusätzlich angebotene München-Nürnberg-Express zweistündlich. Von 2006 bis 2020 hieß der Zug zwischen Allersberg und Nürnberg Allersberg-Express. Richtung Ingolstadt/München besteht ferner eine zweistündliche Anbindung mit dem München-Nürnberg-Express bei einer Fahrzeit von rund 90 Minuten. Neben dem Bahnhof liegt ein großer Park-and-ride-Platz. Auch der Göggelsbuchtunnel befindet sich im Bereich der Gemeinde. Darüber hinaus wird der Markt Allersberg durch diverse Buslinien des VGN bedient.

#### Schifffahrt
Sieben Kilometer westlich gibt es an der Lände Roth eine Anbindung an das europäische Wasserstraßensystem. Es bestehen dort Möglichkeiten zum Umschlag von Schwerst- und Schüttgütern und ein Landungssteg ermöglicht bei Bedarf dort die Personenschifffahrt.

### Wanderwege
Durch Allersberg führt die Nürnberg-Eichstätt-Linie des Jakobsweg. Ebenso der Fernwanderweg Rangau-Pfalz-Weg und Rund-Fernwanderweg Kulturwanderweg Rothsee – Naturpark Altmühltal.

## Personen, die mit dem Ort in Verbindung stehen
- Wilhelm Burkhardt (1897–1949), Allersberger Bürgermeister von Juni bis Oktober 1945[42]
- Gabriel de Gabrieli (1671–1747), Baumeister des Gilardihauses (1723–1728)
- Dora Richter (1892–1966), erste namentlich bekannte Person, die sich einer kompletten Geschlechtsangleichung unterzog
- Hans-Heinrich Vangerow (1924–2019), Forstmann und Historiker, leitete von 1966 bis 1972 das Forstamt Allersberg und entwickelte in dieser Zeit die Waldjugendspiele.